# نیکلای ینیکولوپوف
نیکلای ینیکولوپوف (روسی: Николай Сергеевич Ениколопов (Ениколопян)؛ زاده ۱۳ مارس ۱۹۲۴ – درگذشته ۲۲ ژانویهٔ ۱۹۹۳) شیمی‌دان، و مهندس اهل ارمنستان بود.

## زندگی‌نامه
در ۱۳ مارس ۱۹۲۴ در کوساپات به دنیا آمد. از دانشگاه دولتی مهندسی ارمنستان فارغ‌التحصیل شد. وی همچنین برندهٔ جوایزی همچون جایزه لنین و نشان لنین شده‌است. وی در ۲۲ ژانویهٔ ۱۹۹۳ در سن ۶۸ سالگی در هایدلبرگ درگذشت.